# Olga Díaz Mártinez
Olga Margarita (Olga) Díaz Mártinez is een Venezolaans diplomate. Van 2013 tot 2019 was ze ambassadrice van Venezuela in Suriname.

## Biografie
Medio 2007 werd ze ten dienst gesteld van het consulaat in Cartagena in Colombia, waar ze begin januari 2008 werd benoemd tot consul-generaal. Hier bleef ze zo'n vijf jaar op haar post.

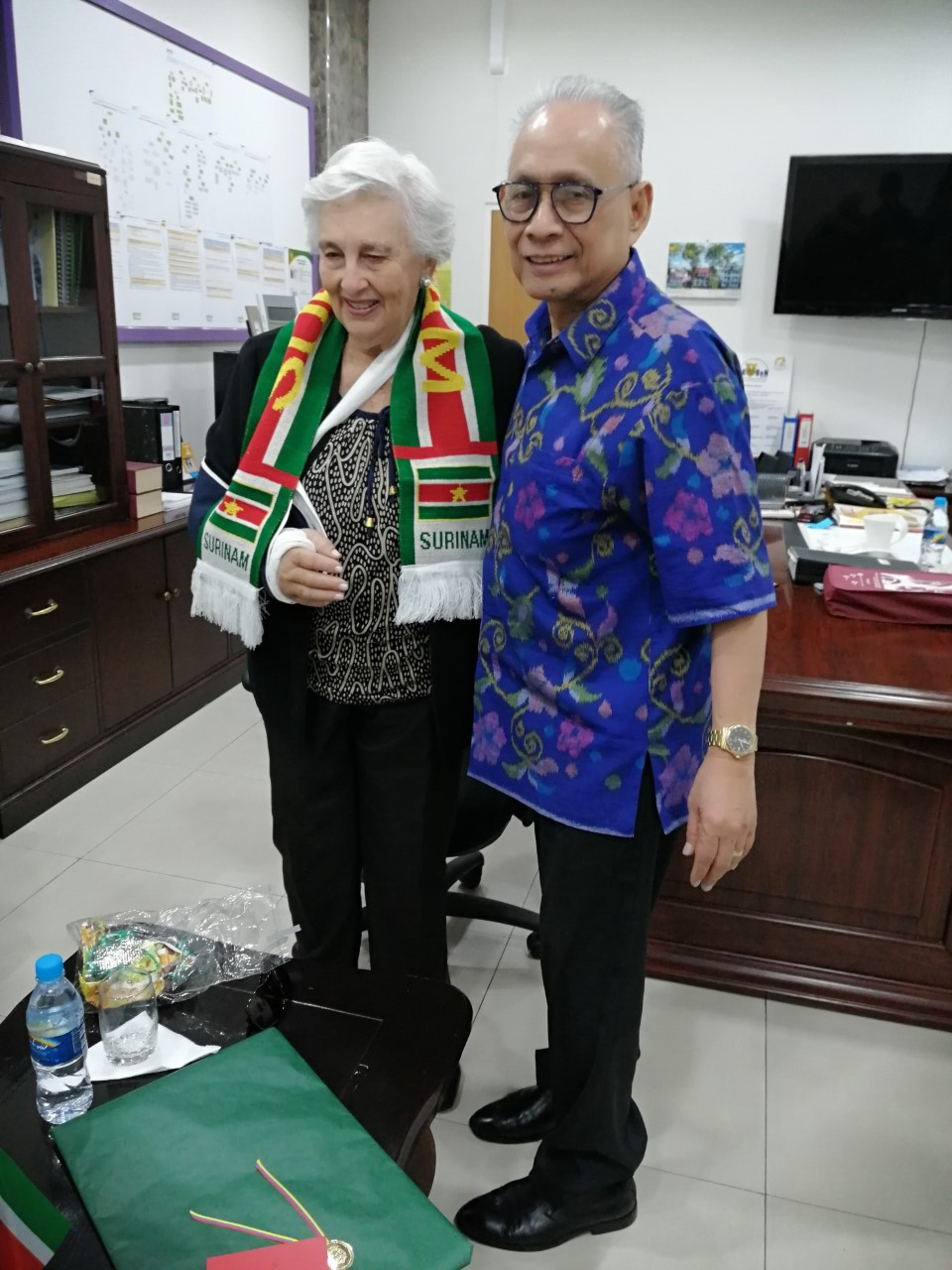
Olga Díaz Mártinez met Soewarto Moestadja

Eind 2012 kwam ze in beeld voor de post van ambassadeur in Suriname. Per resolutie werd ze op 20 februari 2013 door haar regering benoemd. Op 22 april 2013 bood ze haar geloofsbrieven aan minister Winston Lackin van Buitenlandse Zaken aan; president Desi Bouterse liet verstek gaan omdat hij moe was. De regering-Bouterse toonde zich een loyaal bondgenoot van Venezuela in deze jaren, ondanks de druk van de eveneens bevriende Verenigde Staten. Door de economische malaise in eigen land, saneerde ze de ambassade in Paramaribo rond 2017/2018 drastisch. Tijdens haar ambtstijd leverde Suriname in het kader van de Petrocaribe-deal de eerste lading van drie ton rijst aan Venezuela. Tijdens de spanningen rondom de presidentspretendent Juan Guaidó steunde Suriname zittend president Nicolás Maduro. Díaz Mártinez diende op deze post tot december 2019. Ze werd opgevolgd door Ayerim Flores Rivas.